# Лисиці (Мінська область)
Лисиці (біл. вёска Лісіцы) — село в складі Червенського району Мінської області, Білорусь. Село підпорядковане Смиловичівській селищній раді, розташоване в центральній частині області.